# بيل بيلدن
بيل بيلدن (بالإنجليزية: William Thomas Belden)‏ هو مجدف أمريكي، ولد في 5 يناير 1949 في واشنطن العاصمة في الولايات المتحدة.

## وصلات خارجية
- بيل بيلدن على موقع الاتحاد الدولي للتجديف (الإنجليزية)
- بيل بيلدن على موقع اللجنة الأولمبية الدولية (الإنجليزية)
- بيل بيلدن على موقع أوليمبيديا (الإنجليزية)